# 소리도항로표지관리소
소리도항로표지관리소(所里島航路標識管理所)는 등대 시설 관리 및 관광객들에 대한 편의 제공을 위해 설립된 대한민국 해양수산부 여수지방해양항만청 소속기관으로 오동도항로표지관리소장(6급)은 주사급으로 보한다. 등대는 평균 해수면으로부터 82m, 땅 위에서 9.2m 높이의 육각 철근 콘크리트로 구조물이며, 내부에는 2층 구조로 철제 사다리가 설치되어 있다. 광파 표지 기종은 KRB-375(220V - 700W)로 등질은 섬백광이며, 12초에 1섬광(FLW12s)씩 빛을 발한다. 등대에 접근하는 배에서 등대빛을 감지하기 시작하는 거리인 광달거리(光達距離)는 지리적으로 26마일, 광학적 43마일, 명목적 26마일(약 48 km)에 달한다. 음파 표지는 공기 압축기로 54초마다 울리는데(취명 4초, 정명 50초), 음달 거리는 2.7마일(약 5 km)이다. 전라남도 여수시 남면 덕포길 133에 위치하고 있다.

## 연혁[2]
- 1910년 10월 4일 대한제국 세관 공무부 체신국 소리도등대
- 1910년 12월      등대 초점등(후레넬식 4등급) 설치
- 1960년 3월      음파표지 설치(전기혼) 설치
- 1979년 10월      610mm 등명기 개량
- 1988년 8월      해운항만청 여수지방해운항만청 소리도항로표지관리소
- 1990년 7월      음파표지 에어사이렌 개량
- 1997년 5월      해양수산부 여수지방해양수산청 소리도항로표지관리소
- 2004년 11월      등명기 개량(KRB-375)
- 2006년 12월      등대문화유산 제22호 지정
- 2008년 2월      국토해양부 여수지방해양항만청 소리도항로표지관리소
- 2009년 3월      직원 숙소 개량
- 2013년 3월      해양수산부 여수지방해양항만청 소리도항로표지관리소

## 같이 보기
- 거문도항로표지관리소
- 오동도항로표지관리소
- 항로표지기술협회